# Каслтаунроч
Каслтаунроч (англ. Castletownroche; ирл. Bailr Chaisleáin an Róistigh, ранее — Dún Chruadha) — деревня в Ирландии, находится в графстве Корк (провинция Манстер).
В 1999 году здесь проводился Национальный чемпионат по землепашеству. Среди достопримечательностей деревни — замок Блэкуотер, августинский монастырь XIII века и руины монастыря Бриджтауна.
Местная железнодорожная станция была открыта 1 мая 1861 года и закрыта 27 марта 1967 года.

## Демография
Население — 398 человек (по переписи 2006 года). В 2002 году население составляло 423 человека.
Данные переписи 2006 года:
| Общие демографические показатели |               |                               |                               |      |      |
| Всё население                    | Всё население | Изменения населения 2002—2006 | Изменения населения 2002—2006 | 2006 | 2006 |
| 2002                             | 2006          | чел.                          | %                             | муж. | жен. |
| 423                              | 398           | −25                           | −5,9                          | 203  | 195  |